# كارلوس فيرنانديس
كارلوس فيرنانديس (8 ديسمبر 1979 كينشاسا جمهورية الكونغو الديمقراطية - ) هو لاعب كرة قدم أنغولي، يلعب كحارس مرمى.

## روابط خارجية
- كارلوس فيرنانديس على موقع اتحاد تركيا (لاعب) (الإنجليزية)
- كارلوس فيرنانديس على موقع قاعدة بيانات كرة القدم.إي يو (الإنجليزية)
- كارلوس فيرنانديس على موقع ناشيونال فوتبول تيمز (الإنجليزية)
- كارلوس فيرنانديس على موقع Soccerway.com (الإنجليزية)